# Bafoussam
Bafoussam é uma cidade dos Camarões localizada na província de Oeste. Bafoussam é a capital do departamento de Mifi.